# Seafield, West Lothian
Seafield är en by i West Lothian i Skottland. Byn är belägen 4 km 
från Bathgate. Orten har 1 330 invånare (2016).